# Hochreutinera
Hochreutinera es un género con dos especies de plantas con flores de la familia  Malvaceae. Es originario de América. 

## Taxonomía
Fue descrito por Antonio Krapovickas  y publicado en Darwiniana  16: 227, en el año 1970. La especie tipo es Hochreutinera hasslerana (Hochr.) Krapov.  -

## Especies
- Hochreutinera amplexifolia
- Hochreutinera hasslerana